# Patricia Balme
Pour l’article homonyme, voir Balme.
Patricia Balme, née à Casablanca au Maroc le 16 avril 1957, est une journaliste et communicante politique française.

## Biographie
Diplômée en sociologie politique et droit public, Patricia Balme complète sa formation aux États-Unis par un cycle de marketing politique. Dès son retour en France en 1979, elle entame une carrière de journaliste politique et d'investigation, qui la conduira d'Antenne 2 à la rédaction du Journal du dimanche. En 1982, avec Pierre Salinger, journaliste américain et ancien porte-parole de la Maison-Blanche, elle crée l'hebdomadaire News magazine. Marcel Dassault, le patron du groupe Figaro, la nomme rédactrice en chef de Jours de France. En septembre 1987, elle se voit confier simultanément un magazine télévisuel hebdomadaire intitulé Dédicace, diffusé sur La Cinq[réf. nécessaire].
En 1986, à la disparition de Marcel Dassault et l'arrêt quelques mois plus tard de Jours de France, Patricia Balme constitue une équipe et fonde un cabinet de conseil en communication politique[réf. nécessaire].
Depuis 1999, elle travaille pour le compte du président camerounais Paul Biya,. Toujours en 1999, elle participe activement à l'élection à la présidence du RPR de Michèle Alliot-Marie, première femme élue à la tête d'un grand parti politique en France.
En 2002, elle convainc les professeurs Luc Montagnier et Robert Gallo, co-découvreurs du virus du sida, de parrainer le « centre de recherche Chantal Biya » au Cameroun,.
De 1999 à 2010, elle est chargée de la communication d'Alassane Ouattara jusqu'à son élection à la présidence de la république de Côte d'Ivoire. De 2001 à 2006, elle est directrice de la communication et conseillère pour les relations internationales de Renaud Dutreil, ministre des PME, du Commerce, de l'Artisanat et des Professions libérales. Avec son cabinet de communication, elle organise plusieurs campagnes électorales pour des élections présidentielles en Afrique. Conseillère de nombreux chefs d'État et personnalités politiques, elle assure également la communication de différents pays[réf. nécessaire]. Selon Vincent Hugeux, outre le Camerounais Paul Biya et l'ivoirien Alassane Ouattara, Patricia Balme a « épaul[é] » le Centrafricain François Bozizé.
En juin 2008, elle crée une nouvelle chaîne de télévision sur internet pour le compte du président Paul Biya. Elle recrute François de La Brosse et José Frèches, à l'origine des Web TV de Nicolas Sarkozy lors de sa campagne et de son passage à l'Élysée.
A son retour de captivité, Íngrid Betancourt, ancienne otage franco-colombienne libérée le 2 juillet 2008, lui demande de s'occuper de sa communication, en particulier lors du lancement du livre Même le silence a une fin,.
En septembre 2011, elle remporte, face à d'autres communicants comme Anne Méaux ou Stéphane Fouks, la gestion du « faramineux budget » prévu pour la campagne électorale du président sortant Paul Biya pour les élections[à développer] d'octobre 2011,. Toujours au mois de septembre 2011, Patricia Balme s'exprime à décharge au sujet de Paul Biya dans Marianne à propos de la détention au Cameroun de l'avocate franco-camerounaise Lydienne Yen-Eyoum,.
À partir de 2015, elle est chargée du marketing du président sénégalais Macky Sall.

## Vie privée
Depuis 2018, Patricia Balme est mariée à l'acteur français Jean Sorel.

## Distinctions
- Officier de la Légion d'honneur (2022)
- Commandeur du Ouissam alaouite (2007)